# AC Libertas
A.C. Libertas este un club de fotbal din Borgo Maggiore, San Marino. Clubul a fost fondat în 1928. Libertas joacă în prezent în Girone B ,Campionato Sammarinese di Calcio. Culorile echipei sunt roșu și alb.

## Lot
| Nr. |            | Poziție | Jucător              |
| --- | ---------- | ------- | -------------------- |
|     | San Marino | P       | Michele Ceccoli      |
|     | San Marino | P       | Loris Volpinari      |
|     | San Marino | F       | Alessandro Angelini  |
|     | San Marino | F       | Stefano Biordi       |
|     | San Marino | F       | Francesco Cevoli     |
|     | San Marino | F       | Massimo Gazzi        |
|     | San Marino | F       | Pierangelo Manzaroli |
|     | San Marino | F       | Federico Rossi       |
|     | San Marino | F       | Davide Toccaceli     |
|     | San Marino | F       | Loris Valentini      |
|     | San Marino | M       | Fabio Algeri         |
|     | San Marino | M       | Mauro Antonioli      |
|     | San Marino | M       | Massimiliano Betti   |

| Nr. |            | Poziție | Jucător           |
| --- | ---------- | ------- | ----------------- |
|     | San Marino | M       | Nicola Cavalli    |
|     | San Marino | M       | Massimo Ghiotti   |
|     | San Marino | M       | Davide Grassi     |
|     | San Marino | M       | Alberto Menghi    |
|     | San Marino | M       | Federico Nanni    |
|     | San Marino | M       | Oscar Rastelli    |
|     | San Marino | M       | Marco Rattini     |
|     | San Marino | M       | Federico Santini  |
|     | San Marino | M       | Gabriele Semprini |
|     | San Marino | M       | Damiano Vannucci  |
|     | San Marino | A       | Matteo Casadei    |
|     | San Marino | A       | Giacomo Fambri    |
|     | San Marino | A       | Diego Mularoni    |